# クファル・サバ
クファル・サバ（ヘブライ語：כְּפַר סָבָא）は、イスラエルの中央地区に位置する都市である。地形的にはシャロン平野上にあり、2007年の人口は100,039人であった。